# Pavé de Capelle-sur-Écaillon à Ruesnes
Der Sektor Pavé de Capelle-sur-Écaillon à Ruesnes ist ein 1700 Meter langer mit Kopfsteinen gepflasterter Weg, welcher bei Paris–Roubaix von Capelle-sur-Écaillon in Richtung Ruesnes befahren wird.

## Charakteristik
Der Sektor Pavé de Capelle-sur-Écaillon à Ruesnes ist mit der Schwierigkeitsstufe von 3 Sternen ausgezeichnet. Er beginnt rund 500 Meter, der D109 in Richtung Beaudignies folgend, nach dem Ortsausgang von Capelle in nördlicher Richtung. Die ersten 500–600 Meter fallen bis zur Überquerung des Flusses Écaillon ab. Anschließend steigt der Sektor 200–300 Meter mit circa 7 % Steigung und danach, mit geringerer Steigung, bis 1100 Meter bis zum höchsten Punkt des Sektors an. 2021 wurde ein Teil des Kopfsteinpflaster von Schülern der Gartenbauhochschule Raismes von Erdablagerungen befreit.

## Geschichte
Der Sektor wurde 2005 das erste Mal befahren. Bis heute (Stand 2024) wird er regelmäßig befahren.